# János Bolyai

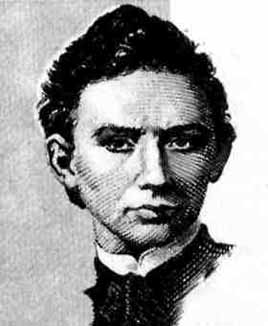
János Bolyai

János Bolyai (Kolozsvár, 15 december 1802 – Marosvásárhely, 27 januari 1860) was een Hongaarse wiskundige die wordt beschouwd als een van de grondleggers van de niet-euclidische meetkunde.
Bolyai werd geboren in Kolozsvár in Hongarije (het huidige Cluj-Napoca in Roemenië). Op zeer jonge leeftijd kreeg hij al wiskundeles van zijn vader Farkas Bolyai, die zelf leraar wis-, natuur- en scheikunde was en die van het begin af aan als doel had om van zijn zoon een groot wiskundige te maken. In 1816 schreef de vader om die reden een brief naar zijn vriend Carl Friedrich Gauss waarin hij deze vroeg om de verdere opvoeding en opleiding van zijn toen veertienjarige zoon Janos op zich te nemen, maar Gauss weigerde. Van 1818 tot 1822 studeerde János Bolyai aan de militaire academie in Wenen, waarna hij de zevenjarige opleiding in vier jaar afrondde. Dat hij niet alleen goed studeren kon maar ook een brede belangstelling had, mag blijken uit het feit dat hij naast zijn studie veel aan sport deed, negen talen sprak (waaronder Chinees) en bijzonder verdienstelijk viool speelde; hierdoor wordt hij gezien als een multitalent.
In 1820 ging Bolyai -in navolging van zijn vader- op zoek naar een manier om het vijfde postulaat van Euclides te vervangen door een nieuw dat uit de eerste vier zou kunnen worden afgeleid. Nog in datzelfde jaar stelde hij echter vast dat het verwerpen van het vijfde postulaat kan leiden tot volledig consistente niet-euclidische meetkundes, waarmee hij kwam tot zijn eerste ideeën over de hyperbolische meetkunde. In 1825 presenteerde hij zijn ideeën vol trots aan zijn vader, maar die kon er in eerste instantie nauwelijks enthousiast over worden. Pas zeven jaar later in 1832 werd zijn werk gepubliceerd, en wel in een appendix van 24 bladzijden bij een publicatie van zijn vader. Deze appendix maakte indruk op Gauss, die zelf al vanaf het begin van de negentiende eeuw bezig was met studies naar de niet-euclidische meetkunde. Vanaf 1833 leefde Bolyai ondanks de grote belofte van zijn eerste publicatie een teruggetrokken bestaan, waardoor er van zijn nieuwe wiskundige theorieën nauwelijks nog dingen naar buiten kwamen. In 1848 ontdekte Bolyai dat Nikolaj Lobatsjevski in 1829 - enkele jaren eerder dan hijzelf - een vergelijkbaar werk had gepubliceerd over de niet-euclidische meetkunde, en die ontdekking kwam bij Bolyai hard aan. Voor zover bekend hebben Bolyai en Lobatsjevski elkaar nooit ontmoet.
Bolyai heeft in zijn leven nooit meer dan de 24 pagina's van de appendix gepubliceerd, maar liet bij zijn dood in 1860 meer dan 20.000 bladzijden met -voornamelijk wiskundige- aantekeningen achter. Uit deze aantekeningen zou later blijken dat hij op een aantal punten zijn tijd ver vooruit was. 
De Roemeense overheid richtte in 1945 voor de Hongaarse minderheid in Roemenië een nieuwe Hongaarstalige universiteit op in Cluj, onder zijn naam Bolyai-universiteit. Die zou in 1959 met een Roemeense universiteit fuseren tot Babeș-Bolyaiuniversiteit.